# Acceso abierto

Logo de la iniciativa de Acceso abierto

El acceso abierto (en inglés, open access —OA—) es el acceso inmediato, sin requerimientos de registro, suscripción o pago —es decir, sin restricciones— a material digital educativo, académico, científico o de cualquier otro tipo, principalmente artículos de investigación científica de revistas especializadas y arbitradas mediante el sistema de revisión por pares (o peer review).

## Definiciones
Acceso abierto significa que cualquier usuario individual pueda leer, descargar, copiar, distribuir, imprimir, buscar o enlazar los textos completos de los artículos científicos y usarlos con cualquier otro propósito legítimo, como hacer minería de datos de su contenido digital, sin otras barreras económicas, legales o técnicas que las que suponga Internet en sí misma. Es decir, es una manera gratuita y abierta de acceder a la literatura científica. También se extiende a otros contenidos digitales que los autores desean hacer libremente accesible a los usuarios en línea. El acceso libre es una necesidad primaria hecha evidente por el advenimiento de Internet.
El acceso abierto tiene tres puntos clave,
1. Hacer que la literatura científica se encuentre disponible en línea
2. Eliminar las barreras económicas
3. Eliminar la mayoría de las barreras de permisos de reutilización[2]

Esta corriente promueve eliminar las barreras económicas, legales y tecnológicas, y trata de obtener a cambio, como beneficios, una mayor accesibilidad para los documentos y una mayor visibilidad para los autores. Los documentos que están disponibles libremente son más consultados y tienen más posibilidades de ser citados. Por otra parte, otro efecto deseado consiste en que los conocimientos y avances científico-técnicos se distribuyan de la manera más amplia posible, devolviéndole así a la sociedad los frutos de las investigaciones por ella subsidiada. Dicho en otros términos, devolver a la sociedad los beneficios de las inversiones realizadas en investigaciones científicas.
El acceso abierto facilita la disponibilidad de los resultados de investigación y fomenta un aumento de la productividad de la investigación. Los motores de búsqueda de Internet y la publicación de artículos en repositorios de acceso abierto aumentan en gran medida la accesibilidad de las publicaciones.
Son diversas las iniciativas, propuestas y declaraciones sobre acceso abierto para el material científico que, con pequeñas diferencias, sostienen la necesidad de la disponibilidad en Internet de la información científica, para toda la humanidad, sin restricciones. En líneas generales, las coincidencias entre los diversos documentos parten del uso de Internet como sistema de difusión y la disponibilidad sin costos.
La Iniciativa de Acceso Abierto de Budapest  la importancia de este enfoque y define el acceso abierto: Por "acceso abierto" nos referimos a la disponibilidad gratuita de literatura en Internet , permitiendo a cualquier usuario leer, descargar, copiar, distribuir, imprimir, buscar o enlazar los textos completos de estos artículos, recorrerlos para indexación, pasarlos como datos para software, o utilizarlos para cualquier otro propósito legal, sin barreras financieras, legales o técnicas distintas de las fundamentales a la propia conexión a Internet. La única limitación en la reproducción y distribución, y la única función de los derechos de autor en este dominio debe ser dar a los autores el control sobre la integridad de su trabajo y el derecho a ser adecuadamente reconocidos y citados.
Las publicaciones en acceso abierto muestran una tendencia creciente. Ante la disminución de trabas, son más los lectores que pueden acceder a ellas y mayor es su impacto. Algunas estimaciones indican que, para el año 2025, el porcentaje de revistas en acceso abierto alcanzaría el 60% del total.

### Declaraciones internacionales de Acceso Abierto
- Iniciativa Budapest para el acceso abierto (2002)
- Declaración de Bethesda sobre publicación de acceso abierto (2003)
- Declaración de Berlín sobre acceso abierto (2003)
- Declaración de San Francisco sobre la evaluación de la investigación (DORA) (2012)

## Prácticas de implementación
Hay varias maneras en que el acceso abierto se puede proporcionar. Los dos métodos más comunes son clasificados generalmente como acceso abierto oro o verde.

### Acceso abierto dorado: revistas

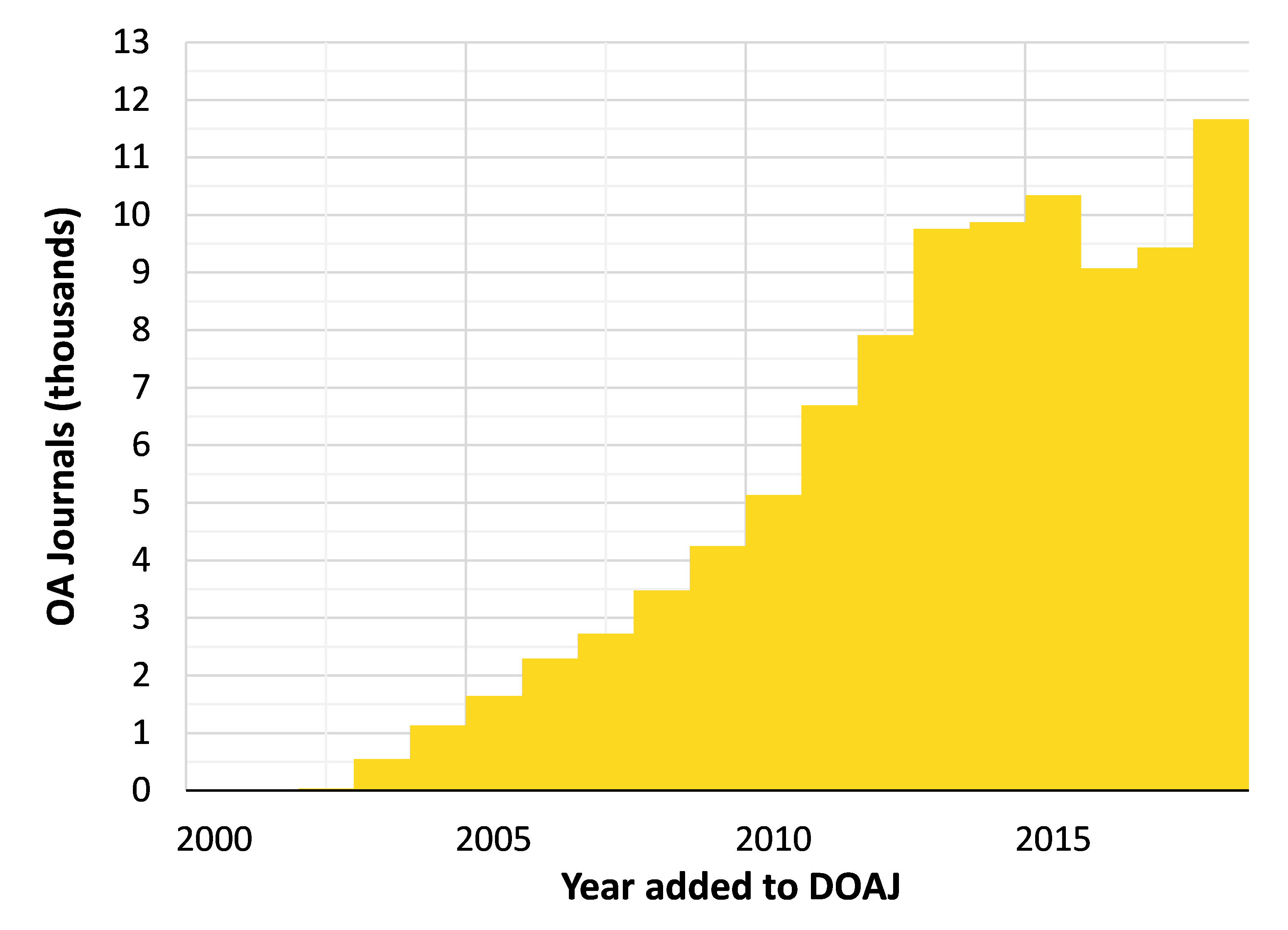
Número de revistas de acceso abierto dorado enumeradas en el Directorio de revistas de acceso abierto,

Una opción para los autores que desean hacer su trabajo abiertamente accesible es publicar en una revista de acceso abierto ("acceso abierto de oro"). Existen muchos modelos de negocio para revistas de acceso abierto. El acceso abierto puede ser proporcionado por los editores tradicionales, que pueden publicar el acceso abierto, así como revistas basadas en suscripción, o los editores de acceso abierto como Public Library of Science (PLOS), que publican solo revistas de acceso abierto. Una revista de acceso abierto puede o no puede cobrar una cuota de publicación; la publicación de acceso abierto no significa necesariamente que el autor tiene que pagar.
Tradicionalmente, muchas revistas académicas recaudaron cargos, mucho antes de que el acceso abierto fuera una posibilidad. Cuando las revistas de acceso abierto cobran tasas de procesamiento, es el empleador del autor o financiador de la investigación quien normalmente paga la cuota, no el autor individual, y muchas revistas renunciarán a la cuota en casos de dificultades financieras o para autores en países menos desarrollados. Algunas revistas sin costo cuentan con subsidios institucionales. Ejemplos de editoriales de acceso abierto dorado incluyen BioMed Central y PLOS.
Aproximadamente el 30% de las revistas de acceso abierto de oro cuentan con honorarios de autor para cubrir el costo de publicación (por ejemplo, los honorarios de PLoS varían de $ 1,495 a $ 2,900) en lugar de tarifas de suscripción de lector. Los ingresos de publicidad y/o fondos de fundaciones e instituciones también se usan para proveer fondos. Las políticas de las revistas en acceso abierto varían ampliamente entre seis aspectos fundamentales: derechos de lectura, derechos de reutilización, derechos de autor, derechos de publicación de autores, publicación automática y legibilidad de máquina.

### Acceso abierto verde: repositorios

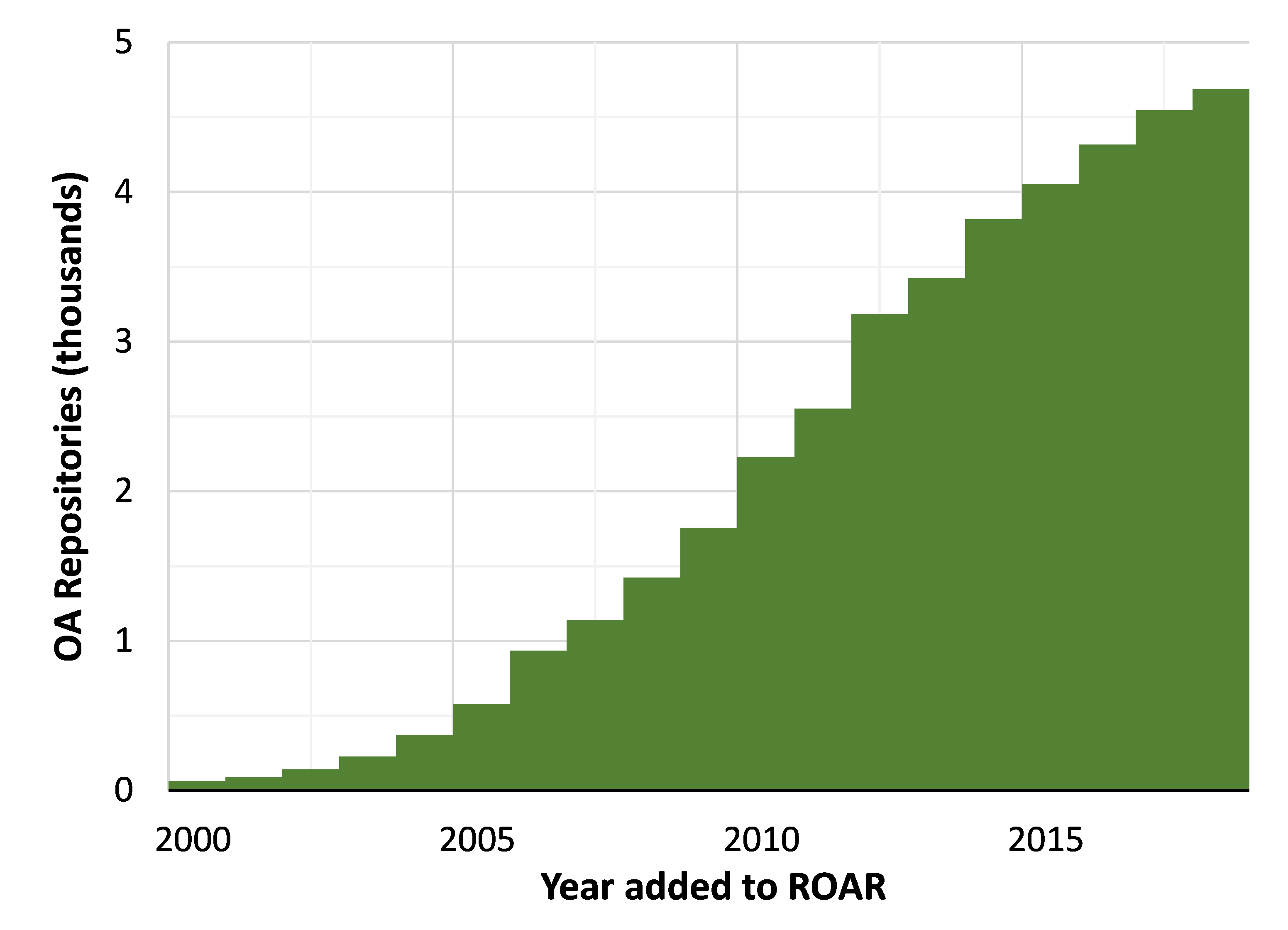
Crecimiento de repositorios de acceso abierto incluidos en el ROAR, 2000-2018.

El autoarchivo, también conocido como acceso abierto verde, se refiere a la práctica de depositar artículos en un repositorio de acceso abierto, esto puede ser un repositorio institucional o disciplinario como arXiv.
Los editores de revistas de acceso abierto verde respaldan el autoarchivo inmediato de acceso abierto de sus autores. El autoarchivado de acceso abierto fue propuesto formalmente por primera vez en 1994 por Stevan Harnad en su "Propuesta Subversiva". Sin embargo, el autoarchivo ya estaba siendo realizado por los informáticos en sus archivos FTP locales en los años 80, más tarde cosechados en CiteSeer. Lo que se deposita puede ser una prepublicación (preprint) o el postprint revisado por pares, ya sea el arbitrado del autor, el borrador final revisado o la versión del editor del registro.
Para averiguar si un editor o revista ha dado luz verde al autoarchivo del autor, el autor puede consultar la lista de las políticas de derechos de autor de los editores y la lista de autoservicio en el sitio web de SHERPA/RoMEO. El sitio EPrints también proporciona una FAQ sobre el autoarchivo.

### Otras denominaciones

#### Acceso abierto híbrido
Para una cobertura más amplia de este tema, consulte Acceso abierto .

#### Acceso abierto bronce
Algunos artículos están disponibles gratuitamente en el sitio web de la publicación, pero sin una licencia libre asociada. Por lo tanto, no está garantizada la posibilidad de redistribuirlos o reutilizarlos.

#### Acceso abierto diamante o platino
El acceso abierto diamante o de vía diamante se refiere a los textos académicos (como monografías, colecciones editadas y artículos de revistas) publicados/distribuidos/preservados sin cargos para el lector o el autor. Las etiquetas alternativas incluyen el acceso abierto platino, el acceso abierto no comercial, el acceso abierto cooperativo o, más recientemente, los bienes comunes de acceso abierto. Si bien estos términos se acuñaron por primera vez en las décadas de 2000 y 2010, se han aplicado retroactivamente una variedad de estructuras y formas de publicación, desde editores universitarios subvencionados hasta cooperativas dirigidas por voluntarios que han existido en décadas anteriores.
En 2021, se estima que entre 17.000 y 29.000 revistas científicas dependían de un modelo de acceso abierto diamante. Son el 64 % de las revistas registradas en el Directorio de Revistas de Acceso Abierto (DOAJ) y el 44 % de los artículos, ya que su producción media es menor que la de las revistas con fines de lucro. El modelo diamante ha tenido especial éxito en las revistas con sede en América Latina (95 % de las revistas OA) tras la aparición de grandes plataformas apoyadas públicamente, como Latindex, SciELO y Redalyc.
Acceso abierto negro (o "Vía negra")
La vía negra refiere a sitios que permiten el acceso a contenidos completos que se encuentran tras un muro de pago de manera ilegal En este grupo se engloban sitios como Sci Hub, Library Genesis (LibGen), Z-Library, así como a las redes sociales académicas como ResearchGate o Academia.edu. A estos sitios también se los conoce como "Bibliotecas en las sombras" o "shadow libraries" (en inglés).

## Características

### Modo de distribución
Al igual que los artículos auto-archivados de acceso abierto verde, la mayoría de los artículos de oro de acceso abierto de la revista se distribuyen a través de la Web, debido a los bajos costos de distribución, aumento del alcance, velocidad e importancia creciente para la comunicación académica. A veces se utiliza software de código abierto para repositorios de acceso abierto, sitios web de revistas de acceso abierto, así como otros aspectos de la infraestructura y publicación en acceso abierto.
El acceso a los contenidos en línea requiere acceso a Internet, y esta consideración distributiva presenta barreras físicas y financieras al acceso. Los defensores del acceso abierto sostienen que las barreras de acceso a Internet son relativamente bajas en muchas circunstancias, que deberían hacerse esfuerzos para subsidiar el acceso universal a Internet, mientras que el pago por acceso presenta una barrera adicional relativamente alta por encima del acceso a Internet mismo.
El Directorio de Revistas de Acceso Abierto (DOAJ) lista más de 21,000 de revistas de acceso abierto revisadas por pares para navegar y buscar. Los artículos de acceso abierto también se pueden encontrar a menudo con una búsqueda en la web, utilizando cualquier motor de búsqueda general o los especializados para la literatura académica y científica, como OAIster y Google Académico.

### Políticas y mandatos
Muchas universidades, instituciones de investigación y patrocinadores de investigación han adoptado mandatos que requieren que sus investigadores brinden acceso abierto a sus artículos de investigación revisados por pares autoarchivándolos en un repositorio de acceso abierto.
La idea de exigir el autoarchivo se planteó al menos desde 1998. Desde 2003 los esfuerzos se han centrado en el mandato de acceso abierto por parte de los financiadores de la investigación: gobiernos, organismos de financiación y universidades. El Registro de Mandatos y Políticas de Depósito de Acceso Abierto (ROARMAP) es una base de datos internacional con capacidad de búsqueda que registra el crecimiento de los mandatos de acceso abierto. Para diciembre de 2017, más de 600 universidades y más de 100 financiadores de investigación en todo el mundo han registrado mandatos.

## Motivaciones para el acceso abierto
El movimiento de acceso abierto está motivado por los problemas de desigualdad causados por la restricción del acceso a la investigación académica, que favorece a las instituciones grandes y ricas con los medios financieros para acceder a numerosas revistas, así como los desafíos económicos y la insostenibilidad percibida de la publicación académica. La premisa detrás de la publicación en acceso abierto es que existen modelos viables de financiación para mantener estándares de calidad de revisión por pares, realizando los siguientes cambios:
- En lugar de un modelo de suscripción, todas las publicaciones académicas pueden ser leídas y publicadas con algún otro modelo de recuperación de costos, como cargos de publicación, subsidios o cobro de suscripciones solo para la edición impresa, con edición digital gratuita o "gratis para leer".[25]
- En lugar de aplicar las nociones tradicionales de derecho de autor a las publicaciones académicas, podrían usarse licencias libres o abiertas.

### Autores e investigadores
La razón principal por la que los autores hacen que sus artículos sean accesibles de manera abierta es maximizar el impacto de su investigación. Un estudio en 2001 informó por primera vez una ventaja de impacto de la cita de acceso abierto. Un número creciente de estudios han confirmado, con diferentes grados de rigor metodológico, que es más probable que se use y se cite un artículo de acceso abierto que uno detrás de barreras de suscripción.
Los académicos son pagados por patrocinadores de investigación y/o universidades para hacer investigación. El artículo publicado es por ello el informe del trabajo realizado, en lugar de un elemento con fines comerciales. Cuanto más se use, cite, aplique y construya el artículo, tanto mejor para la investigación como para la carrera del investigador. El acceso abierto puede asimismo reducir los retrasos en la publicación, un obstáculo que llevó a algunos campos de investigación como la física de alta energía a adoptar el acceso preimpreso.
Uno de los principales públicos de los artículos científicos son por lo general otros investigadores. El acceso abierto ayuda así a los investigadores como lectores, al abrir el acceso a los artículos a los que sus bibliotecas no se suscriben. De hecho ninguna biblioteca puede permitirse el lujo de suscribirse a todas las revistas científicas. La mayoría solo puede permitirse una pequeña fracción de ellas, lo que se conoce como la "crisis de los precios de las revistas académicas".

### Bibliotecas y bibliotecarios
Como profesionales de la información, los bibliotecarios son defensores activos del acceso abierto. Muchas asociaciones de bibliotecas han firmado declaraciones de acceso abierto o creado las suyas propias. Los bibliotecarios también dirigen iniciativas educativas y de divulgación a docentes, administradores y otros sobre los beneficios del acceso abierto.
En la mayoría de las universidades, la biblioteca administra y alberga el repositorio institucional, que proporciona acceso al trabajo académico de la comunidad universitaria. Un número creciente de bibliotecas proporciona asimismo servicios de alojamiento para revistas de acceso abierto.

### Público
Se argumenta que el acceso abierto a la investigación académica es importante para el público por varias razones. Una de ellas es que la mayoría de la investigación es pagada por los contribuyentes, a través de subvenciones del gobierno, quienes por lo tanto tienen derecho a acceder a los resultados de lo que han financiado. Ejemplos de personas que desean leer literatura académica incluyen a individuos con «condiciones» o enfermedades médicas (o miembros de la familia de dichos individuos) y aficionados serios o eruditos "amateurs" que pueden estar interesados en literatura científica especializada (por ejemplo, astrónomos aficionados). Además, los profesionales en muchos campos pueden estar interesados en la educación continua en la literatura de investigación de su campo.
Incluso aquellos que no leen artículos académicos se benefician indirectamente del acceso abierto. Por ejemplo, los pacientes se benefician cuando los profesionales de la salud tienen acceso a las últimas investigaciones. Según lo argumentado por los defensores de acceso abierto, el mismo acelera el progreso de la investigación, la productividad y la traducción del conocimiento.

### Países de bajos ingresos
En los países en desarrollo, el archivo y la publicación de acceso abierto adquieren una importancia especial. Los científicos, profesionales de la salud y las instituciones a menudo no tienen el capital necesario para acceder a la literatura académica, aunque existen regímenes especiales de acceso por poco o ningún costo. Entre los más proyectos destacados está HINARI, la Iniciativa de acceso a la investigación en salud patrocinada por la Organización Mundial de la Salud.

## Organizaciones en defensa del acceso abierto
Muchos proyectos de acceso abierto involucran colaboración internacional.
Ha sido y es importante el papel de Public Knowledge Project (Canadá) por el desarrollo de un conjunto de herramientas de software libre para la gestión y difusión de contenidos. Entre esas herramientas destaca Open Journal Systems (OJS), actualmente el gestor de revistas más empleado en todo el mundo.
Otra iniciativa igualmente relevante para el acceso abierto es DOAJ (del inglés Directory of Open Access Journals), el repositorio de revistas de acceso abierto más grande del mundo.
Otras iniciativas que promueven el acceso abierto pueden ser:
- SciELO (Scientific Electronic Library Online), una red para la publicación de revistas de acceso abierto que involucra a varios países latinoamericanos.
- AmeliCA
- LA Referencia
- Bioline International, una organización sin fines de lucro dedicada a ayudar a editores en países en desarrollo, cuyo software internacional de Bioline se utiliza en todo el mundo.
- Research Papers in Economics (RePEc), es un esfuerzo de colaboración de más de 100 voluntarios en 45 países.

Esta perspectiva internacional ha resultado en la promoción del desarrollo de tecnología apropiada de software libre y la necesidad del acceso abierto al conocimiento y la información relevante como un componente del desarrollo sostenible.

## Publicaciones depredadoras
Con la proliferación de las revistas de acceso abierto han surgido también algunos editores poco escrupulosos, con revistas de nombres sonoros y atractivos, que solicitan artículos para su publicación a través de correo electrónico, de tipo spam. Sin embargo la mayoría no son revisados por pares o el plantel de científicos de los comités editoriales no conoce su participación en los mismos. Su objeto es cobrar las tasas de publicación, independientemente de la calidad o idoneidad de los artículos publicados. Esto no quiere decir que un artículo concreto publicado en alguna de estas revistas no sea fiable, pero sí que hay que tener precaución con los mismos.
Jeffrey Beall, bibliotecario de la Universidad de Colorado en Denver, mantuvo una lista de ámbito internacional de estas revistas de dudosa reputación, de los que denomina «editores académicos depredadores» («predatory scholarly open-access publishers»). Para Beall, una de las causas principales de la proliferación de los «editores depredadores» es consecuencia del acceso abierto de oro, que deriva a los autores de países con pocos medios a buscar vías de publicación más económicas. La incidencia de publicaciones de autores de países con pocos medios en «publicaciones depredadoras» ha sido resaltada por Macháček y Srholec en 2021.

## Adecuaciones legales

### México
En México, el 20 de mayo de 2014, se publicaron reformas a disposiciones diversas de la Ley de Ciencia y Tecnología, de la Ley General de Educación y de la Ley Orgánica del Consejo Nacional de Ciencia y Tecnología, según las cuales se garantiza el acceso abierto a la información científica. La primera incluye ahora las disposiciones generales para la creación de una plataforma digital de acuerdo con los más altos estándares internacionales, y describe algunas características que tendrá, entre las que sobresale la creación de bases de datos por instituciones, así como redes entre éstas para crear el repositorio nacional centralizado.

### Argentina
En noviembre de 2013, se aprobó la Ley 26.899: Creación de Repositorios Digitales Institucionales de Acceso Abierto, Propios o Compartidos, la cual sienta las bases para una política de acceso abierto y datos abiertos en el marco de los organismos nacionales de ciencia y tecnología. La ley supone que el material científico producido por las instituciones científicas argentinas se puede, leer, descargar, copiar, distribuir, imprimir, buscar o enlazar textos completos de los artículos científicos. El 13 de noviembre de 2016 fue reglamentada.

### Colombia
El 6 de marzo de 2014, se sancionó la Ley 1712 de Transparencia y Acceso a la Información, que define los datos abiertos como “todos aquellos datos primarios o sin procesar, que se encuentran en formatos estándar e interoperables que facilitan su acceso y reutilización, los cuales están bajo la custodia de las entidades públicas o privadas que cumplen con funciones públicas y que son puestos a disposición de cualquier ciudadano, de forma libre y sin restricciones, con el fin de que terceros puedan reutilizarlos y crear servicios derivados de los mismos”

### España
En España el 1 de junio de 2011 se aprobó la Ley 14/2011, de la Ciencia, la Tecnología y la Innovación, que regula a nivel nacional el depósito en abierto de las publicaciones científicas, y obliga a los investigadores cuya actividad haya sido financiada mayoritariamente con los Presupuestos Generales del Estado a depositar en un repositorio de acceso abierto una versión digital de sus trabajos en publicaciones periódicas o seriadas.
Además, el Real Decreto 99/2011, por el que se regulan las enseñanzas oficiales de doctorado, indica que las tesis doctorales aprobadas deberán ser depositadas por la propia universidad.

### Perú
En 2013 se aprobó el marco normativo que regula el Repositorio Nacional Digital de Ciencia, Tecnología e Innovación de Acceso Abierto, "sitio centralizado de acceso libre y abierto donde se mantiene información digital resultado de la producción en ciencia, tecnología e innovación (libros, publicaciones, artículos de revistas especializadas, trabajos técnico-científicos, programas informáticos, datos procesados y estadísticas de monitoreo, tesis académicas y similares)".

### Repositorios y portales
- Repositorio Institucional Universidad del Rosario (EdocUR) de acceso abierto Universitario (Colombia).
- Hispana, recolector OAI de archivos y museos españoles.
- Repositorio DIGIBUG de la Universidad de Granada UGR (España).
- Digital.CSIC  Depósito científico multidisciplinar de acceso abierto ubicado en España del Centro Superior de Investigaciones Científicas (España).
- Portal de Publicaciones Científicas y Técnicas (PPCT) Archivado el 2 de septiembre de 2011 en Wayback Machine. de acceso abierto con soporte editorial del Centro Argentino de Información Científica y Tecnológica (CAICYT) del Consejo Nacional de Investigaciones Científicas y Técnicas CONICET (Argentina).
- Repositorio Digital de CLACSO (Consejo Latinoamericano de Ciencias Sociales) ofrece acceso libre y gratuito a producción de los 309 Centros Miembros de CLACSO en 21 países de América Latina y el Caribe. Es un servicio de CLACSO con la participación de los grupos publicaciones, biblioteca y multimedia de los centros de investigación asociados. (América Latina y El Caribe)
- Acta Académica, proyecto enmarcado en la iniciativa de acceso abierto creado para facilitar a investigadores de todo el mundo el compartir su producción académica.
- SeDiCI  es el repositorio Institucional de la Universidad Nacional de La Plata (Argentina).
- LAReferencia: Red de Repositorios Institucionales de Publicaciones Científicas de América Latina. Con la participación de RedCLARA y nueve países: Argentina, Brasil, Costa Rica, Chile, Colombia, Ecuador, El Salvador, México y Perú.
- ALICIA: Repositorio Nacional Digital en Ciencia, Tecnología e Innovación de Acceso Abierto del Perú.
- Sistema Nacional de Repositorios Digitales del Ministerio de Ciencia, Tecnología e Innovación Productiva (Argentina).
- RiuNet es el Repositorio Institucional de la Universidad Politécnica de Valencia (España).
- Repositorio Institucional de la Universidad de La Sabana (Colombia)
- Repositorio Institucional de la Universidad EAN (Colombia)
- REBIUN, contiene un Directorio de Repositorios Institucionales de universidades españolas.
- El Ministerio de Educación, Cultura y Deporte (España) posee en su sede web un enlace a recursos en abierto.  Archivado el 2 de abril de 2018 en Wayback Machine.
- Scipedia es un portal que funciona como repositorio de artículos y de revistas en abierto.

### Directorios de Revistas
- Directory of Open Access Journals (DOAJ), directorio de revistas académicas en acceso abierto.
- e-Revistas Plataforma Open Access de revistas científicas electrónicas españolas y latinoamericanas. Cubre todas las áreas del conocimiento.
- REDALYC: La Red de Revistas Científicas de América Latina y el Caribe, España y Portugal Redalyc es un proyecto impulsado por la Universidad Autónoma del Estado de México (UAEM) (México), con el objetivo de contribuir a la difusión de la actividad científica editorial que se produce en y sobre Iberoamérica.
- Red SCIELO: Biblioteca Científica Electrónica en línea (Scientific Electronic Library On Line o SCIELO)
- OAIster, recolector de artículos científicos en abierto de OCLC.
- RELIEVE-Revista ELectrónica de Investigación y EValuación Educativa: Es la primera revista electrónica y de Acceso Abierto que se creó en España (y, probablemente, en español), ya en 1994.
- Editum Revistas Revistas Científicas de la Universidad de Murcia en acceso abierto, por Ediciones de la Universidad de Murcia (España).
- Revistas-CSIC Revistas científicas de Acceso Libre editadas por el Consejo Superior de Investigaciones Científicas CSIC (España). Artículos científicos en diversas áreas del conocimiento: Ciencias, Ciencias Sociales, Artes y Humanidades.
- Portal de Revistas UR es un Portal de Revistas de acceso abierto publicadas por la Universidad del Rosario (Colombia).
- Portal de Periódicos Científicos IMED es un Portal de Revistas de Acceso Abierto publicadas por la Faculdad IMED (Brasil).
- Portal Revistas UN Portal de revistas científicas y académicas de la Universidad Nacional de Colombia.

### Bibliotecas digitales
- Biblioteca Digital Hispánica, Biblioteca Nacional de España.
- Biblioteca Virtual Miguel de Cervantes
- Wikisource Biblioteca digital libre.
- Biblioteca digital de humanidades Iniciativa editorial de acceso abierto de la Universidad Veracruzana, México.
- Red de Bibliotecas Virtuales de CLACSO (Consejo Latinoamericano de Ciencias Sociales) ofrece acceso libre y gratuito a producción de los 309 centros de investigación asociados en 21 países de América Latina y el Caribe.
- Biblioteca Digital de la Facultad de Ciencias Exactas y Naturales, Universidad de Buenos Aires.

### Congresos
- Editum Congresos Congresos Científicos de la Universidad de Murcia en acceso abierto, por Ediciones de la Universidad de Murcia (España).
- Open Access Week Página en inglés que organiza y promueve la realización de la Semana Internacional del Acceso Libre.

### Texto de las declaraciones de acceso abierto
- Iniciativa Budapest para el acceso abierto (2002)
- Declaración de Bethesda sobre publicación de acceso abierto (2003)
- Declaración de Berlín sobre acceso abierto (2003)

### Evaluación de resultados de políticasopen access
- Monitoring the open access policy of Horizon 2020

- Datos: Q232932
- Multimedia: Open access (publishing) / Q232932